# Luis Jorge Prieto
Pour les articles homonymes, voir Luis Prieto et Prieto.
Luis Jorge Prieto(1926-1996) est un linguiste et un sémioticien qui a appliqué les principes structuralistes, comme la commutation phonologique, à la sémantique et plus généralement aux échanges sociaux.

## Aperçu biographique
Luis J. Prieto, né à Còrdoba en Argentine,  fut un professeur de linguistique dans plusieurs universités (Cordoba en Argentine, Alger), et de sémiologie au département de sociologie de l'Université de Paris XIII. De même, il a été professeur de linguistique générale à l’Université de Genève (Faculté des lettres)

## Bref arrêt sur sa théorie
Selon Prieto, il y a des traits pertinents au niveau sémantique d'un message, comme il y en a au niveau phonologique. Pour Oswald Ducrot et Tzvetan Todorov,
« Prieto pense que la commutation peut être appliquée aussi bien au sens qu'à l'aspect phonique du langage (cette idée se trouve déjà dans Louis Hjelmslev). [...] Mais, au lieu de faire varier, comme en phonologie, la manifestation phonique, il fait varier le message, et note quelles sont les modifications qui exigeraient un changement matériel de l'énoncé. »
Par exemple, rendez-le moi, en parlant d'un crayon, est une phrase qui peut très bien être utilisée pour parler d'un cahier et non d'un crayon. La substitution de l'idée de cahier à l'idée de crayon ne nécessite pas un changement matériel de la phrase : on dira toujours rendez-le moi. Crayon est alors appelé un élément non-pertinent du message, à l'instar des sons non-pertinents en phonologie.
« En revanche, l'idée qu'un seul objet est demandé, est pertinente, puisque son remplacement par l'idée de pluralité exigerait que le soit remplacé par les. Les traits pertinents, et eux seuls, sont, selon Prieto, attaché à l'énoncé lui-même, ce qui amène à l'idée que la fonction sémantique de l'énoncé se révèle — non pas directement, par les messages dont il est susceptible — mais par la différence entre ces messages et ceux des autres énoncés. »

## Œuvres
- Messages et signaux, Presses universitaires de France, 1966.  (OCLC 5652774)
- Principes de noologie. Fondements de la théorie fonctionnelle du signifié, Mouton, 1964. (OCLC 2011433)
- Pertinence et pratique, Paris, Minuit, 1975.  (ISBN 9782707300461)
- Études de linguistique et de sémiologie générales, Genève: Droz, 1975. (OCLC 1869093)
- Sémiologie psychanalytique, Ernesto Cesar Liendo, Maria Carmen Gear, avec la collaboration de Luis J. Prieto, Paris, Minuit, 1974.

Articles
- « Sur la traduction », article ronéotypé, Université de Genève, 1975.
- « Notes pour une sémiologie de la communication artistique », publié in Werk,no 4 (Zurich,1971), 248-251,p.